# Boldklubben Skjold 2
|  | En bruger mener at denne artikel bør overvejes slettet - af grunde der ikke dækkes ind af {Notabilitet}, {Reklame}, {Snævert emne}, {Tætpå} eller {Uencyklopædisk} (overvej evt. om en af disse skabeloner er mere dækkende). Klik her for at se sletningsforslaget. (Ved anvendelse af denne skabelon skal Wikipedia:Sletningsforslag opdateres) |

Boldklubben Skjold 2 (kaldet Skjold 2) er et dansk fodboldhold i Østerbro. Holdet fungerer som et reservehold for Boldklubben Skjold. Holdet spiller i Serie 1 under DBU København, den syvendebedste fodboldrække i Danmarksturneringen. Holdet har hjemmebane i Fælledparken. Deres nuværende træner er Steen Petersen. I modsætning til det engelske ligasystem, kan reserveholdene i Danmark, spille i samme ligasystem som deres førstehold.

## Historie

### Sæsoner
Boldklubben Skjold 2’s placeringer i Danmarksturneringen siden 2009.
| Sæson | Divisionsnavn     | Note         |
| ----- | ----------------- | ------------ |
| 2024  | Serie 1           |              |
| 2023  | Serie 2 - Forår   | ↑ Oprykning  |
| 2023  | Serie 3 - Efterår | ↑ Oprykning  |
| 2022  | Serie 2           | ↓ Nedrykning |
| 2021  | Serie 3 - Forår   | ↑ Oprykning  |
| 2021  | Serie 2 - Efterår | ↓ Nedrykning |
| 2020  | Serie 3           | ↑ Oprykning  |
| 2019  | Serie 2           | ↓ Nedrykning |
| 2018  | Serie 2           |              |
| 2017  | Serie 2 - Forår   |              |
| 2017  | Serie 1 - Efterår | ↓ Nedrykning |
| 2016  | Serie 1 - Forår   |              |
| 2016  | Serie 2 - Efterår | ↑ Oprykning  |
| 2015  | Serie 1 - Forår   | ↓ Nedrykning |
| 2015  | Serie 2 - Efterår | ↑ Oprykning  |
| 2014  | Serie 2           |              |
| 2013  | Serie 1 - Forår   | ↓ Nedrykning |
| 2013  | Serie 2 - Efterår | ↑ Oprykning  |
| 2012  | Serie 1           | ↓ Nedrykning |
| 2011  | Serie 1 - Forår   |              |
| 2011  | Serie 2 - E       | ↑ Oprykning  |
| 2010  | Københavnsserien  | ↓ Nedrykning |
| 2009  | Serie 2           | ↑ Oprykning  |